# Cólera
Cólera est un groupe brésilien de punk rock, originaire de São Paulo, dans l'État de São Paulo, pionnier du mouvement punk dans le pays.

## Histoire
En 1979, Hélio rencontre un homme avec une guitare cassée, jouant de vieilles chansons de rock à la station São Bento. C'était Redson Pozzi. À l'époque, la station São Bento était le point de rencontre des rockers de São Paulo de tous bords, du hard rock au punk rock.
En 1985, Redson change de label pour Ataque Frontal et publie le premier album de Cólera, Tente Mudar o Amanhã. La même année, le concert de lancement de l'album à la Lira Paulistana est enregistré et publié en format split LP avec le groupe Ratos de Porão, et le label publie également la compilation Ataque Sonoro, qui comprend des chansons du groupe. En 1986, ils sortent l'album Pela Paz em Todo Mundo, qui bat le record des ventes indépendantes : 85 000 exemplaires, et participent à la compilation internationale Empty Skulls, vol. 2 sur le label Fartblossom Enterprizes. L'EP Dê o Fora sort également sur le label Hageland Records. En 1987, ils sortent l'EP É Natal !!! et deviennent le premier groupe brésilien de punk rock à tourner en Europe sur un circuit alternatif à travers l'underground punk européen, jouant dans des squats avec des groupes comme Inferno (Allemagne) et Disorder (Royaume-Uni), entre autres.
En 1992, l'album Mundo Mecânico, Mundo Eletrônico est publié par Devil Discos, avec un réenregistrement de le morceau 1.9.9.2 du premier album. Ce n'est qu'en 1998 qu'un nouvel album, Caos Mental Geral, sort.
En 2000, le groupe se fait connaître avec le réenregistrement du morceau Medo de Plebe Rude sur leur album live Enquanto a Trégua não Vem, et le réenregistrement du morceau Quanto Vale a Liberdade ? d'Inocentes sur leur album O Barulho dos Inocentes. En 2002, l'album 20 Anos ao Vivo sort, suivi en 2004 par l'album studio Deixe a Terra em Paz !. En 2006, l'album Primeiros Sintomas est publié, et contient des enregistrements de 1979 et 1980. Cette année-là, le bassiste Fábio quitte le groupe et est remplacé par leur ancien bassiste, Val. En 2008, ils effectuent une nouvelle tournée européenne pour célébrer leurs 29 ans de carrière. En 2009, ils entament la tournée 30 Anos Sem Parar! au Brésil, célébrant les 30 ans du groupe,.
En avril 2011, le dernier enregistrement live du groupe est réalisé avec Redson, lors d'un concert à la salle de concert Hangar 110 à São Paulo, dans le cadre du festival Punk na Páskoa. Cette performance sera publiée en 2014 sur le DVD Punhos e Vozes - Rasgando no Ar!, édité par le label Red Star Recordings.

### Décès de Redson
Au soir du 27 septembre 2011, vers 22 h 30, Redson est déclaré mort. Selon la photographe du groupe, Renata Lacerda, il est décédé d'une hémorragie interne causée par un ulcère à l'œsophage,,,,. En novembre 2011, un concert de Cólera est organisé en hommage à Redson, avec la participation d'autres musiciens de la scène punk, comme João Gordo (Ratos de Porão) et Clemente (Inocentes).
Plus tard, le 2 décembre 2016, il est honoré à titre posthume par la mairie de Cordeirópolis, qui donne le nom d'Edson « Redson » Pozzi à l'Área Verde 1 situé dans le Jardim Residencial do Bosque.

### Retour sans Redson
En 2012, quelques mois après le décès de Redson, le groupe annonce un nouveau chanteur et décide de passer à autre chose. Le choix s'est porté sur Wendel Barros, ancien roadie et également chanteur du groupe Sociedade Sem Hino, élève et ami de Redson Pozzi. Bien accepté, le nouveau chanteur s'intègre parfaitement aux anciens paramètres du groupe. En 2013, le groupe continue d'enchaîner les concerts et les festivals extrêmement importants pour la scène indépendante. En 2014, le groupe subit un nouveau remaniement, Fábio Belluci prenant la guitare à la place de Cacá Saffioti. 
En 2015, ils sortent le split Sobreviventes avec le groupe Olho Seco, issu d'un concert enregistré en 2014 en l'honneur du vocaliste Redson, avec la participation de Clemente (Inocentes), Luiz Thunderbird et Mauro (Ulster). En 2018, l'album Acorde ! Wake up ! Acorde !, leur premier nouvel album en 14 ans, et ils partent en tournée dans tout le pays,.
En 2019, ils sont partis en tournée pour célébrer le 40e anniversaire du groupe. L'album est considéré comme l'un des 25 meilleurs albums brésiliens du premier semestre 2018 par l'Associação Paulista de Críticos de Arte (Association des critiques d'art de São Paulo).

## Discographie

### Albums studio
- 1984 : 1.9.9.2.
- 1984 : Tente Mudar o Amanhã
- 1986 : Pela Paz em Todo Mundo
- 1989 : Verde, Não Devaste!
- 1991 : Mundo Mecânico, Mundo Eletrônico
- 1998 : Caos Mental Geral
- 2004 : Deixe a Terra em Paz!
- 2006 : Primeiros Sintomas
- 2018 : Acorde! Acorde! Acorde!

### Albums live
- 1985 : Cólera e Ratos de Porão ao vivo
- 1987 : Ao vivo em Joinville
- 1988 : European Tour '87
- 2000 : Ao vivo na Rádio
- 2002 : 20 Anos ao Vivo
- 2015 : Ao Vivo Hangar 110 (split avec Olho Seco)

### EP
- 1986 : Dê o Fora (EP, Hageland Records)
- 1987 : É Natal!!? (EP, Ataque Frontal)

### Best-of
- 2000 : Ataque Frontal (LP, Order and Progress Records) (Bootleg)
- 2004 : Grito Suburbano - The Best of   (CD et LP, Dirty Faces)

### Compilations
- 1983 : Grito Suburbano
- 1983 : Punk Is...
- 1983 : Hardcore or What?
- 1983 : SUB
- 1984 : O Começo do Fim do Mundo
- 1984 : Volks Grito
- 1984 : Beating The Meat
- 1984 : Tropical Viruses #1
- 1984 : Tropical Viruses #2
- 1985 : Ataque Sonoro
- 1986 : Empty Skulls, vol.2
- 1986 : Let's Get Pissed - It's Christmas, vol. 2
- 1987 : Bunker
- 1988 : 1984, The Third Sonic World War
- 2000 : Tributo ao Olho Seco
- 2005 : Compilação Beneficente PEA
- 2014 : Brasilian Antifascist Compilation